# Pseudopterorthochaetes endroedyi
Pseudopterorthochaetes endroedyi är en skalbaggsart som beskrevs av Renaud Maurice Adrien Paulian 1974. Pseudopterorthochaetes endroedyi ingår i släktet Pseudopterorthochaetes och familjen Hybosoridae. Inga underarter finns listade i Catalogue of Life.